# Лужицький вал

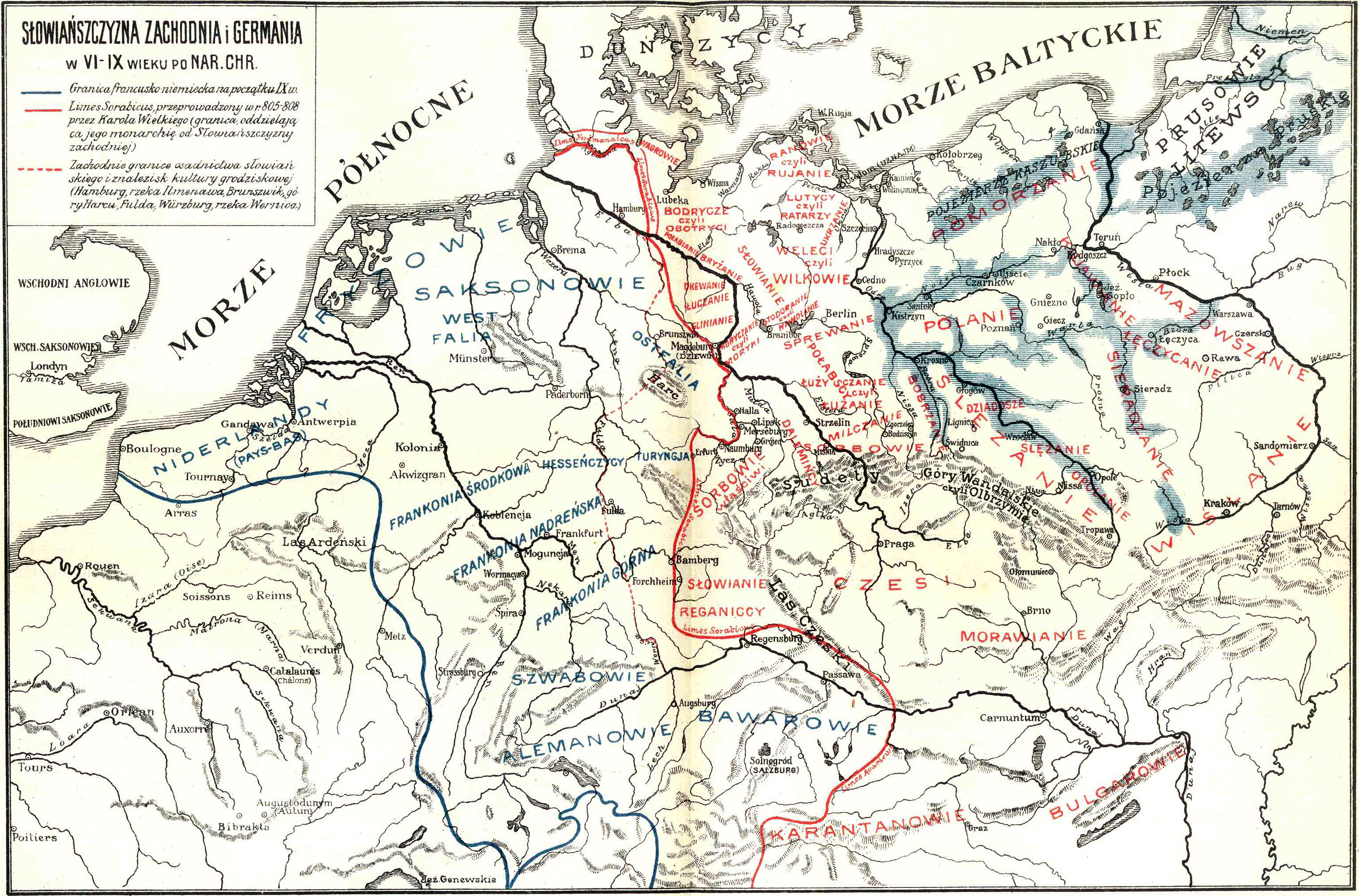
Limes Sorabicus або Лужицький вал

Лужицький вал, сербський вал (лат. Limes Sorabicus; нім. Sorbenmark) — назва оборонної лінії, що була збудована Карлом Великим для захисту від набігів слов'ян.
Латинська форма назви Limes Sorabicus вживалась кілька разів у франкських анналах (Annales Fuldenses) у IX столітті для означення земель на германсько-сорбському кордоні в області Соляви. Починався вал від Адріатики, доходив до сучасного Лінца, далі берегом Дунаю до Регенсбурга, a звідти до Нюрнберга. Від Нюрнберга він ішов до Бамберга, Ерфурта, далі берегом Соляви i Лаби аж до її гирла, де знаходився Велетський союз.